# Тайфер, Жермен
Жерме́н Тайфе́р (фр. Germaine Tailleferre, настоящее имя Марсель Тайфес, фр. Marcelle Taillefesse; 19 апреля 1892 — 7 ноября 1983) — французская пианистка и композитор, единственная женщина — член группы композиторов, известных как «Шестерка».

## Преамбула
«Мари Лоренсен для слуха» — так Жан Кокто говорил о Жермен Тайфер, единственной женщине знаменитой «шестёрки», наряду с Жоржем Ориком, Луи Дюрей, Артюром Онеггером, Дариусом Мийо и Франсисом Пуленком. Долгое время считалось, что творчество Тайфер может быть сведено к серии очаровательных работ для фортепиано, написанных в межвоенный период, и что её карьера композитора закончилась после Второй мировой войны. Кроме этих небольших пьес, она сочинила камерную музыку, два фортепианных концерта, три этюда для фортепиано с оркестром, скрипичный концерт, «Кончерто Гроссо» («Concerto Grosso») для двух фортепиано, восьми солистов, квартета саксофонистов и оркестра, четыре балета, оперы, две оперетты, помимо многих других работ для небольших ансамблей или полного оркестра. Наиболее важные сочинения написаны между 1945 годом и до конца её жизни, 1983 годом. До недавнего времени огромная часть её произведений оставалась неопубликованной. Например, Концерт для двух гитар и оркестра найден и записан только в 2004 году Крисом Билобрамом и Кристиной Альтман в Германии.

## Биография
Жермен Тайфер родилась 19 апреля 1892 года в одном из самых отдалённых юго-восточных предместий Парижа — Сен-Мор-де-Фоссе — под именем Марсель Тайфес (Marcelle Taillefesse). Её мать, Мари-Дезире (в замужестве Тайфес), была вынуждена по воле отца разорвать помолвку, чтобы выйти замуж за молодого Артура Тайфеса (Arthur Taillefesse). Отец выбрал его по той простой причине, что у них была одна и та же фамилия. Это брак по договорённости был несчастным, и единственной радостью Мари-Дезире были её дети.
Молодая Жермен начала учиться игре на фортепиано с матерью в очень раннем возрасте и сразу стала сочинять короткие произведения. Несмотря на противодействие отца, она поступила в Парижскую консерваторию по классу фортепиано и теории музыки и вскоре получила свой первый приз по теории музыки. В консерватории она занимается у Ж. Коссада (контрапункт), Г. Форе и Ш. Видора (композиция). Её первый успех произвёл впечатление на отца, и он разрешил ей продолжать учёбу, отказавшись при этом её финансировать. Рост самосознания в сочетании с местью заставляет Жермен изменить свою фамилию Тайфес на Тайфер (Tailleferre).
В 1912 году, в Парижской консерватории, Тайфер знакомится с Дариюсом Мийо, Жоржем Ориком и Артюром Онеггером, начает бывать в художественных кругах вместе с Г. Аполлинером, М. Лорансен, П. Фором, Ф. Леже, скульптором Эммануилом Центором, который впоследствии женился на Жанне, сестре Жермен. В 1913 году, в консерватории, Жермен выигрывает первые премии в конкурсах по контрапункту и гармонии, а в 1915 году по фуге. Также в консерватории, она познакомилась и подружилась с арфисткой Каролиной Луиджи-Тардье, дочерью композитора и дирижёра Александра Луиджи, который был тогда помощником Альфонса Хассельманса, учителя арфы. Для неё Тайфер написала «Маленькую книгу для арфы для Мадам Тардье» (1913—1917), которая представляла собой сборник из 18 небольших музыкальных пьес.
В 1917 году, с помощью своих новых друзей, Тайфер знакомится с художниками П. Пикассо и А. Модильяни, жившими на Монмартре и Монпарнасе. В студии одного из этих друзей, 15 января 1918 года состоялся первый концерт «Новая молодёжь» («Nouveaux Jeunes»), в котором принимали участие Франсис Пуленк и Луи Дюрей. В программе концерта были также произведения Тайфер «Подвижные игры» (Jeux de plein air) и Сонатина для струнного квартета (Sonatine pour quatuor à cordes), который стал впоследствии Струнным квартетом (Quatuor à cordes).
Музыкальный критик Анри Колле создал концепцию «группы Шести» в память о русской «Могучей кучке». Публикация манифеста Жана Кокто и статьи Анри Колле, опубликованных в 1920 году в СМИ, привели к мгновенной славе для знаменитой «Шестёрки», в которой Жермен была единственной женщиной — полноправным участником. Хотя деятельность группы продолжалась недолго, но они остаются друзьями до конца своих дней. Слух, что Дюрей спровоцировал конец группы, отказавшись участвовать в работе над балетом-пантомимой «Новобрачные на Эйфелевой башне» (Mariés de la tour Eiffel) в 1921 году является не точным. Это произведение первоначально должно было быть написано Ориком, который обратил внимание на то, что не успевает выполнить заказ. Тогда он обратился к своим друзьям, которые помогли ему закончить работу. Но Дюрей, по причине отсутствия в то время в Париже, не участвовал в проекте. Для этого балета Тайфер написала «Кадриль» и «Вальс телеграмм». Члены «Шестёрки» сохранили её дух, и даже через двадцать лет после смерти первого из них они продолжали встречаться, оставаясь друзьями.
Первая соната для скрипки и фортепиано (Première Sonate pour violon et piano) Тайфер была написана для известного скрипача и друга Жака Тибо. Она была впервые исполнена в Париже в 1922 году самим Тибо и Альфредом Корто. В 1923 году шведский балет поставил на эту музыку неоклассический балет «Продавец птиц» (Le Marchand d’oiseaux). Княгиня де Полиньяк заказала Тайфер фортепианный концерт (Concerto pour piano) в том же стиле, что и «Продавец птиц». Его успешно исполнил Альфред Корто в 1925 году в Филадельфии.
В этот период Тайфер проводит много времени с Морисом Равелем в его доме в Монфор-л’Амори. Они познакомились в Сен-Жан-де-Люз рядом с Биаррицем в 1919—1920 гг. Равель, который фокусирует своё внимание на молодом композиторе, давал советы и рекомендации по оркестровке материала, а также предложил ей готовиться к конкурсу на Римскую премию. Их регулярные встречи перемежались долгими прогулками по Монфору и часто заканчивались долгими и изнурительными уроками на фортепиано. Эти занятия странным образом прекратились в 1930 году, когда Тайфер отказалась давать объяснения и больше никогда не видела Равеля.
В 1925 году Тайфер выходит замуж за американского карикатуриста Ральфа Бартона и переезжает в Нью-Йорк на Манхэттен. Она много общается с друзьями своего мужа и особенно с Чарли Чаплином. Именно в этот период она пишет «Концертино для арфы» (Concertino pour harpe), посвящённое мужу. В 1927 году, по просьбе Бартона, пара переезжает во Францию, и Тайфер сочиняет музыку для Поля Клоделя к его оде в честь учёного Марселена Бертло «Под покровительством Афины» (Sous le rempart d’Athènes). Тайфер также создаёт балет «Новая Кифера» (La Nouvelle Cythère), который был включён в программу Русского балета в 1929 году, но спектакль был отменён из-за внезапной смерти Сергея Дягилева.
В 1929 году, через несколько месяцев после возвращения в Америку, Ральф Бартон покончил жизнь самоубийством, и таким образом закончился первый брак Ж. Тайфер. В это время она пишет цикл «Шесть французских песен» (Six chansons françaises) на тексты XV—XVIII веков, где рассказывается о женщинах. Каждая песня посвящена её подруге, и эти мелодии являются одним из немногих примеров феминизма в творчестве Тайфер.
В течение 1931 года главным проектом Тайфер была её комическая опера «Зулейна» (Zoulaina), которая никогда не была поставлена. Рукопись тоже не сохранилась, за исключением увертюры (Ouverture), которая является одним из наиболее популярных произведений композитора. 4 ноября 1931 года на свет появилась единственная дочь Франсуаза, родившаяся от её связи с французским юристом Жаном Ладе, за которого она вышла замуж на следующий год. Но в очередной раз брак становится помехой её композиторской карьере. Новый муж поддерживает её в музыкальной деятельности не более, чем предыдущий.
Несмотря на это, Тайфер очень продуктивно сочиняет. Она создает Сюиту для камерного оркестра (Suite pour orchestre de chambre), «Дивертисмент в стиле Людовига XV» (Divertissement dans le style de Louis XV), Концерт для скрипки с оркестром (Concerto pour violon), который был утерян в своём первоначальной виде (Вторая Соната для скрипки и фортепиано — это сокращённая версия концерта), а также Concerto grosso для двух фортепиано, квартет для саксофонов, восьми солистов и оркестра (1934). Она также начинает писать музыку к кинофильмам. В 1937 году вместе с Полем Валери Тайефер работает над кантатой «Нарцисс» для сопрано, баритона, женского хора и струнных. В 1937 году в содружестве с композиторами, примкнувшими к антифашистскому Народному фронту, участвовала в создании массового спектакля «Свобода» (по пьесе М. Ростана; для Всемирной выставки в Париже).
В начале 1942 года Тайфер сочиняет Три этюда для фортепиано с оркестром (Trois Études pour piano et orchestre), посвящённые Маргарите Лонг и её мужу. Немецкая оккупация подталкивает Жермен и её сестру покинуть Францию. Из оккупированной Франции Тайфер бежит в Испанию, затем в Португалию, откуда на катере плывёт в США. Годы войны они проведут в Филадельфии, штат Пенсильвания. Тайфер в этот период сочиняет мало, занимаясь в основном своей дочерью. Тем не менее, она создает «Ave Maria» для голоса a capella, которую исполняют в Суортмор-колледж (Swarthmore College). Сейчас это произведение утеряно.
В 1946 году Тайфер возвращается во Францию и переселяется в Грас, недалеко от Ниццы. Её отношения с Лаже ухудшились, но пара остаётся в браке. Её первая значительная работа по возвращении во Францию — это балет «Магия Парижа» (Paris-Magie) с Лиз Деларме, который был исполнен в Опера-Комик в 1949 году. Потом появилась комическая опера «Жил-был кораблик» на либретто Анри Жансона: произведение было очень плохо принято публикой и потому не было опубликовано. В это время она сочиняет свой Второй концерт для фортепиано (утерянный позднее), знаменитую Сонату для арфы (Concerto no 2 pour piano), Концерт для флейты, фортепиано и оркестра (Concertino pour flûte, piano et orchestre), музыкальную комедию «Ароматы» (Parfums) для баритона, фортепиано и оркестра, написанную для Монте-Карло в 1951 году (также утеряна) и балет «Паризиана» (Le Maître), поставленный в Копенгагене в 1953 году.
В 1955 году Лаже и Тайфер разводятся, в то время как у её дочери Франсуазы рождается дочь Эльвир (внучка Тайфер). В этом же году Тайфер пишет для Радио Франции серию из четырёх небольших комических опер «От стиля галантного до стиля дурного» (Du style galant au style méchant). В последующие годы она создала Концерт «Напрасные слова» (Concerto des vaines paroles) на текст Жана Тардьё, который пропадает, за исключением первой части Концертного аллегро (Allegro concertant). В 1957 году, во время недолгого периода экспериментов в додекафонной технике, она сочиняет оперу «Маленькая русалочка» (La Petite Sirène), а также Сонату для кларнета соло (Sonate pour clarinette solo) и Токкату для двух фортепиано (Toccata pour deux pianos), посвящённую фортепианному дуэту Голда и Фицдейла. Этот период заканчивает её опера «Учитель» (Le Maître) на сюжет Эжена Ионеско.
В течение 1960-х годов она сочиняет много музыки к кинофильмам, а также Концерт для 2-х гитар (Concerto pour deux guitares), «Воспоминания о Рамо» (Hommage à Rameau) для двух фортепиано и двух ударных. С баритоном Бернардом Лефортом (позже директором Парижской оперы) она создала дуэт, который гастролировал по всей Европе. В 1970 году Тайфер стала профессором в Schola Cantorum de Paris, но была вынуждена отказаться от должности из-за отсутствия учеников. Тогда она знакомится с руководителем оркестра Дезире Дондейном (Désiré Dondeyne), который предлагает ей писать для оркестра и помогает в реализации некоторых проектов.
В 1976 году (в возрасте около 84 лет) Тайфер соглашается стать концертмейстером для детей в «Эльзасской школе», одной из самых известных частных школ Парижа. Эта должность, которая приносила ей небольшой дополнительной доход к пенсии, способствует улучшению условий жизни, и она завершает последние произведения, среди которых Соната для двух фортепиано (Sonate pour deux pianos), Серенада ля минор (Sérénade en la mineur) для четырёх духовых и фортепиано или клавесина, Концертное аллегро «Пустые слова» (Les Vaines paroles) и Сельская соната (Sonate champêtre) для трех духовых и фортепиано. В последние годы жизни она в основном писала небольшие сочинения из-за артрита. Её последняя значительная работа, написанная в 89 лет, была сделана по заказу Министерства культуры Франции — это Концерт «Верность» (Concerto de la fidélité) для колоратурного сопрано и оркестра (аранжировка Дондейна). Премьера последнего сочинения состоялась в Парижской Опере за год до её смерти.
Жермен Тайфер продолжала сочинять вплоть до последних дней. Она умерла 7 ноября 1983 года в Париже. Она похоронена на маленьком кладбище в Куинси-Вуазен, Сена и Марна, Франция.

## Ж. Тайфер в отечественном музыкознании
Имя Жермен Тайфер практически не известно в России, а её имя привлекает внимание учёных только в связи с группой «Шести». На данный момент в российском музыковедении есть только две небольшие статьи Т. Буниной и О. Демехиной, посвящённые её жизни и творчеству.

## Основные произведения
Тайфер принадлежат произведения различных жанров; большое место в её творчестве занимают концерты для различных инструментов, а также сценические произведения (большинство которых из-за слабых либретто и посредственных постановок не имели успеха).
Шесть каталогов опубликованных работ Тайфер в настоящее время не сведены воедино. Каталог Жоржа Акуара включён в книгу «Жермен Тайфер: Леди „Шестёрки“» (Л’Арматтан, 1997) и перечисляет работы, название которых даже не упоминает сама композитор. В следующем списке используются три основных источника:
— каталог работ, представленных с компьютеризированного старого каталога и на бумаге;
— работы, идентификацию которых легко проверить: например, опубликованные работы, музыка к кинофильмам, для телевидения и радиовещания, которые возможно найти в архивах INA или BNF;
— каталог, сделанный к 100-летию Ж. Тайфер музыковедом Робертом Орледжем (Muziek & Wetenshap, 1992), с полным и тщательным описанием всех рукописей: местоположение, количество страниц, формат и т. д.
Этот каталог можно считать наиболее удобным для классификации сочинений по дате написания:
1909 : Impromptu pour piano ;
1910 : Premières Prouesses, pour piano à quatre mains ;
1910 : Morceau de lecture pour harpe ;
1912 : Fantaisie sur un thème de G. Cassade, pour quintette avec piano ;
1913 : Berceuse pour violon et piano ;
1913 : Romance pour piano ;
1913—1917 : Le Petit Livre de harpe de Mme Tardieu, écrit pour la harpiste Caroline Luigini-Tardieu ;
1916—1917 : Trio pour piano, violon et violoncelle
1917 : Jeux de plein air, pour deux pianos ou orchestre ;
1917—1919 : Quatuor à cordes ;
1917 : Calme et sans lenteur, pour violon, violoncelle et piano5;
1918 : Image, pour flûte, clavier, piano et cordes ;
1918 : Image, pour piano à quatre mains ;
1919 : Pastorale pour piano ;
1920 : Morceau symphonique, pour piano et orchestre ;
1920 : Très Vite, pour piano ;
1920 : Hommage à Debussy, pour piano ;
1920 : Ballade, pour piano et orchestre ;
1920 : Fandango, pour deux pianos ;
1921 : Les Mariés de la tour Eiffel : Quadrille / Valse des dépêches, pour orchestre ;
1921 : Première sonate pour violon et piano ;
1923 : Le Marchand d’oiseaux, ballet pour orchestre ;
1923 : Concerto no 1 pour piano et orchestre ;
1924 : Adagio, pour violon et piano ;
1925 : Berceuse du petit éléphant, pour voix solo, chœur et cors ;
1925 : Mon cousin de Cayenne, pour ensemble ;
1925 : Ban’da, pour chœur et orchestre ;
1927 : Concertino pour harpe et orchestre ;
1927 : Sous le rempart d’Athènes, pour orchestre ;
1928 : Deux valses pour deux pianos ;
1928 : Pastorale en la bémol, pour piano ;
1928 : Sicilienne, pour piano ;
1928 : Nocturne pour deux barytons et ensemble ;
1929 : La Nouvelle Cythère, pour deux pianos ou orchestre ;
1929 : Six chansons françaises, pour voix et piano ;
1929 : Pastorale en ut, pour piano ;
1929 : Pastorale inca, pour piano ;
1929 : Vocalise-étude, pour soprano et piano ;
1930 : Fleurs de France, pour piano ou orchestre à cordes ;
1931 : Zoulaïna, opéra-comique (d’après un texte de Charles Hirsch) ;
1932 : Ouverture, pour orchestre ;
1934 : Largo, pour violon et piano ;
1934 : La Chasse à l’enfant, pour voix et piano (d’après un texte de Jacques Prévert) ;
1934 : La Chanson de l'éléphant, pour voix et piano ;
1934 : Deux sonnets de Lord Byron, pour soprano et piano (d’après un texte de Lord Byron) ;
1934 : Concerto pour deux pianos, chœur, saxophones et orchestre ;
1935 : Divertissement dans le style Louis XV, pour orchestre ;
1935 : Les Souliers, musique de film ;
1935 : Chanson de Firmin, pour voix et piano (d’après un texte d’Henri Jeanson) ;
1936 : Cadences pour le Concerto pour piano no 22 de Mozart ;
1936 : Cadences pour le Concerto pour piano no 15 de Haydn ;
1936 : Concerto pour violon et orchestre ;
1937 : Au pavillion d’Alsace, pour piano ;
1937 : Provincia, musique de Ffilm ;
1937 : Symphonie graphique, musique de film ;
1937 : Sur les routes d’acier, musique de film ;
1937 : Terre d’effort et de liberté, musique de film ;
1937 : Ces dames aux chapeaux verts, musique de film ;
1938 : Cantate du Narcisse, pour baryton martin, soprano, chœur, cordes et timbales ;
1938 : Le Petit Chose, musique de film ;
1939 : Prélude et Fugue, pour orgue, avec trompette et trombone, ad lib. ;
1940 : Bretagne, musique de film ;
1941 : Les Deux Timides, musique de film ;
1942 : Trois études pour piano et orchestre ;
1942 : Pastorale pour violon et piano 6 ;
1943 : Deux danses du marin de Bolivar, pour piano ;
1946: Les Confidences d’un microphone pour piano, musique radiophonique ;
1946 : Intermezzo pour deux pianos ;
1946 : Intermezzo pour flûte et piano ;
1946 : Coïncidences, musique de film ;
1948 : Paris-Magie, ballet pour orchestre ou deux pianos ;
1949 : Quadrille, ballet pour orchestre ;
1949 : Paysages de France, suite pour orchestre ;
1949 : Paris sentimental, pour voix et piano (d’après un texte de Marthe Lacloche) ;
1950 : Les Marchés du Sud, musique de film ;
1951 : Deuxième sonate pour violon et piano ;
1951 : Parfums, comédie musicale ;
1951 : Il était un petit navire, opéra-comique (d’après un texte de Henri Jeanson) ;
1951 : Il était un petit navire, suite pour deux pianos ;
1951—1954 : La Bohème éternelle, musique de théâtre ;
1951 (?) : Chant chinois, pour piano ;
1951 : Concerto no 2 pour piano et orchestre ;
1952 : Sarabande de la Guirlande de Campra, pour orchestre ;
1952 : Seule dans la forêt, pour piano ;
1952 : Dans la clairière, pour piano ;
1952 : Concertino pour flûte, piano et orchestre à cordes ;
1952 : Sicilienne pour flûte et deux pianos ;
1952 : Le Roi de la création, musique de film ;
1952 : Valse pour le funambule, pour piano ;
1952 : Caroline au pays natal, musique de film ;
1952 : Caroline au palais, musique de film ;
1952 : Conférence des animaux, musique radiodiffusée ;
1953 : Caroline fait du cinéma, musique de film ;
1953 : Cher vieux Paris, musique de film ;
1953 : Caroline du Sud, musique de film ;
1953 : Gavarni et son temps, musique d'émission télédiffusée ;
1953 : Parisiana, ballet pour orchestre ;
1953 : Sonate pour harpe ;
1953 ? : Entre deux guerres, musique de film ;
1954 : L’Aigle des rues, suite pour piano ;
1954 : Fugue pour orchestre ;
1954 : Charlie, valse pour piano ;
1954 : Deux pièces pour piano ;
1955 : Une rouille à l’arsenic, pour voix et piano (d’après un texte de Denise Centore ;
1955 : La Rue Chagrin, pour voix et piano ;
1955 : Du style galant au style méchant, quatre opéras " de poche « (Le Bel Ambitieux, La Fille d’opéra, Monsieur Petitpois achète un château, La Pauvre Eugénie), livret de Denise Centore ;
1955 : Ici la voix, musique radiodiffusée pour orchestre ;
1955 : C’est facile à dire, pour voix et piano ;
1955 : Déjeuner sur l’herbe, pour voix et piano (d’après un texte de Claude Marcy) ;
1955 : L’Enfant, pour voix et piano (d’après un texte de Claude Marcy) ;
1955 : Il avait une barbe noire, pour voix et piano (d’après un texte de Claude Marcy) ;
1956 : Concerto des vaines paroles, pour baryton, piano et orchestre (d’après un texte de Jean Tardieu) ;
1956 : L’Homme, notre ami, musique de film ;
1956 : Le travail fait le patron, musique de film ;
1957 : Les Plus Beaux Jours, musique de film ;
1957 : Histoires secrètes, musique d'émission radiodiffusée ;
1957 : Petite suite pour orchestre ;
1957 : La Petite Sirène, opéra (d’après un texte de Philippe Soupault) ;
1957 : Sonate pour clarinette solo ;
1957 : Adalbert, musique d'émission radiodiffusée ;
1957 : Toccata pour deux pianos ;
1957 : Partita pour piano ;
1957 : Tante Chinoise et les autres, musique de film pour flûte solo ;
1959 : Mémoires d’une bergère, musique d'émission radiodiffusée ;
1959 : Le Maître, opéra de chambre (d’après un texte d’Eugène Ionesco) ;
1960 : Temps de pose, musique d'émission télédiffusée ;
1960 : La Rentrée des foins, ;
1960 : Les Requins sur nos côtes, musique de film ;
1961 : Les Grandes Personnes, musique de film ;
1962 : Au paradis avec les ânes, musique d'émission télédiffusée (d’après un texte de Francis Jammes) ;
1962 : Pancarte pour une porte d’entrée, pour voix et piano (d’après un texte de Robert Pinget) ;
1962 : Partita pour hautbois, clarinette, basson et cordes ;
1963 : L’Adieu du cavalier, in memoriam Francis Poulenc, pour voix et piano (d’après un texte de Guillaume Apollinaire) ;
1964 : Évariste Galois ou l'Éloge des mathématiques, musique d'émission télédiffusée ;
1964 : Hommage à Rameau, pour deux pianos et quatre percussions ;
1964 : Sans merveille, musique d'émission télédiffusée ;
1964 : Sonata alla Scarlatti, pour harpe ;
1964 ? : Concerto pour deux guitares et orchestre ;
1966 : Anatole, musique d'émission télédiffusée ;
1969 : Amertume, pour flûte, hautbois, clarinette, cor, harpe et cordes ;
1969 : Angoisse, pour orchestre de chambre ;
1969 : Entonnement, pour hautbois, harpe, pianoforte et cordes ;
1969 : Jacasseries, pour flûte, hautbois, clarinette, violoncelle, harpe et cordes ;
1970 : Impressionnisme, pour flûte, deux pianos et contrebasse, musique de film ;
1972 : Barbizon, pour piano ;
1972 : Forlane, pour flûte et piano ;
1972 : Sonate champêtre, pour hautbois, clarinette, basson et piano ;
1973 : Arabesque, pour clarinette et piano ;
1973 : Choral pour trompette et piano ;
1973 : Gaillarde pour trompette et piano ;
1973 : Rondo pour hautbois et piano ;
1973 : Sonatine pour violon et piano ;
1974 : Sonate pour deux pianos ;
1974—1975 : Sonate pour piano à quatre mains ;
1974—1975 : Symphonietta pour trompette, tympani et cordes ;
1975 : Allegretto pour trois clarinettes (ou trompettes ou saxophones) et piano ;
1975 : Escarpolette, pour piano ;
1975 : Menuet pour hautbois (clarinette ou saxophone) et piano ;
1975 : Piémont des Pyrenées françaises, musique de film ;
1975 : Singeries, pour piano ;
1975—1978 Trois sonatines pour piano ;
1975—1981 : Enfantines, pour piano ;
1976 : Choral et fugue pour orchestre d’harmonie (orchestration Paul Wehage) ;
1976 : Marche pour orchestre d’harmonie (orchestration Désiré Dondeyne) ;
1976—1977 : Sérénade en la mineur, pour quatre vents et piano ou clavecin ;
1977 : Aube, pour soprano solo et chœur a cappella ;
1977 : Nocturne pour orgue ;
1977 : Suite divertimento, pour piano ou orchestre d’harmonie ;
1977 : Trois chansons de Jean Tardieu, pour voix et piano (d’après un texte de Jean Tardieu) ;
1977 : Un bateau en chocolat, pour voix et piano (d’après un texte de Jean Tardieu) ;
1978 : Trio pour violon, violoncelle et piano ;
1979 : Choral et deux variations pour vents ou quintette de cuivres ;
1979 : Choral et variations pour deux pianos ou orchestre ;
1979 : Menuet en fa pour hautbois, clarinette, basson et piano ;
1979 : Sarabande pour deux instruments ou piano ;
1980 : Suite burlesque, pour piano à quatre mains ;
1981 : Concerto de la fidélité, pour soprano et orchestre ;
1982 : Vingt leçons de solfège, pour voix et piano. 
Источник: Жорж Акар, Леди и ковчег, текст презентации CD, Контрабас, 2002.

## Память
Имя Тайфер носят несколько улиц во Франции: в Аркёе (с 1987 года) и в Куэнси-Вуазен(с ноября 2003 года). Существует также улица „Жермен Тайфер“ в Витри-сюр-Сен, Бобиньи, Бордо, Туре и Париже.

## Избранная библиография
- Бунина Т. Забытые имена XX века: Жермена Тайефер //PIANO DUO: Альманах молодых ученых. Вып. 3. — Петрозаводск, 2005. — с. 43-57.
- Демехина О. В. „Женская“ музыка Жермены Тайефер // IN MEMORIAN: И. Брамс, К. Дебюсси. — Петрозаводск, 1998. — с. 45-97.
- Тевосян А. Т. Музыкальная энциклопедия. Гл. ред. Ю. В. Келдыш. т. 5. Симон-Хейлер. — М.: „Советская энциклопедия“, 1981. — с. 386—387.
- Шнеерсон Г., Французская музыка XX века, М., 1964, 1970;
- Janelle Gelfand „Germaine Tailleferre (1892—1983) Piano and Chamber works“, Doctoral Dissertation, 1999 University of Cincinnati College Conservatory of Music
- Laura Mitgang „Germaine Tailleferre : Before, During and After Les Six“ in The Musical Woman, Vol. 11 Judith Lang Zaimont, editor (Greenwood Press 1987)
- Caroline Potter/Robert Orledge : Germaine Tailleferre (1892—1983) : A Centenary Appraisal» Muziek & Wetenshap 2 (Summer 1992) pp. 109—130
- Robert Shapiro «Germaine Tailleferre : a bio-Bibliography» (Greenwood Press 1994)
- Samuel Anthony Silva «In Her Own Voice: Exploring the Role of the Piano in the Deuxieme Sonate pour Violine et Piano by Germaine Taillferre», Doctoral Dissertation, 2008 University of Memphis Rudi E. Scheidt School of Music